# Andrés Palop
Andrés Palop Cervera (L'Alcúdia, 22 oktober 1973) is een Spaans voormalig doelman in het betaald voetbal. Hij werd in 2002 met Valencia landskampioen en won in 2004 de UEFA Cup. Ook met Sevilla won hij in 2006 en 2007 de UEFA Cup. Hij maakte deel uit van de Spaanse selectie die in 2008 Europees kampioen werd.

## Clubvoetbal
Palop keepte van 1995 tot 1997 bij Valencia B en vervolgens twee seizoenen bij streekgenoot Villarreal CF, waarmee hij in 1998 promoveerde naar de Primera División. Vanaf 1999 was Palop tweede doelman bij Valencia CF. In zijn periode bij Los Chés won hij in zijn reserverol in zowel 2002 als 2004 het Spaanse landskampioenschap, de UEFA Cup in 2004 en de Europese Supercup in 2004.
In 2005 vertrok Palop naar Sevilla FC, waar hij eerste doelman werd. In 2006 veroverde hij voor de tweede keer de UEFA Cup en de Europese Supercup, ditmaal als basiskracht. In zowel de UEFA Cup-finale tegen Middlesbrough FC (4-0) als de Supercup-wedstrijd tegen FC Barcelona (3-0) hield Palop de nul. Op 15 maart 2007 kwam hij in de achtste finale van de UEFA Cup tegen FC Sjachtar Donetsk voor een hoekschop mee naar voren en kopte hij in de blessuretijd de 2-2 binnen. Omdat de heenwedstrijd eerder ook in 2-2 eindigde, forceerde Palop met zijn doelpunt een verlenging, waarin Sevilla alsnog met 3-2 won. In de UEFA Cup-finale op 16 mei 2007 in Glasgow stopte hij in de beslissende strafschoppenserie tegen Espanyol drie penalty's, waardoor Sevilla het toernooi voor het tweede jaar op rij won. Op 1 juni 2013 speelde hij zijn laatste wedstrijd voor Sevilla FC, dat in eigen huis Valencia CF versloeg met 4-3 cijfers. Na de wedstrijd namen de supporters afscheid van Palop, die acht seizoenen onder de lat stond bij Sevilla. Op een groot scherm werden Palop's mooiste momenten getoond.
Op 3 juni 2013 werd bekend dat Palop een eenjarig contract had getekend bij het Duitse Bayer Leverkusen, dat zich geplaatst had voor de Champions League. Hij fungeerde als doublure voor de 20-jarige Bernd Leno. Hij volgde Michael Rensing op als tweede doelman, die naar Fortuna Düsseldorf vertrok De destijds 40-jarige Palop stopte aan het eind van het seizoen 2013/2014 met het spelen van betaald voetbal.

### Statistieken
| seizoen | club             | land               | competitie         | wed. | goals |
| ------- | ---------------- | ------------------ | ------------------ | ---- | ----- |
| 1997/98 | Villarreal CF    | Vlag van Spanje    | Segunda División A | 39   | 0     |
| 1998/99 | Villarreal CF    | Vlag van Spanje    | Primera División   | 35   | 0     |
| 1999/00 | Valencia CF      | Vlag van Spanje    | Primera División   | 15   | 0     |
| 2000/01 | Valencia CF      | Vlag van Spanje    | Primera División   | 1    | 0     |
| 2001/02 | Valencia CF      | Vlag van Spanje    | Primera División   | 7    | 0     |
| 2002/03 | Valencia CF      | Vlag van Spanje    | Primera División   | 9    | 0     |
| 2003/04 | Valencia CF      | Vlag van Spanje    | Primera División   | 0    | 0     |
| 2004/05 | Valencia CF      | Vlag van Spanje    | Primera División   | 11   | 0     |
| 2005/06 | Sevilla FC       | Vlag van Spanje    | Primera División   | 36   | 0     |
| 2006/07 | Sevilla FC       | Vlag van Spanje    | Primera División   | 34   | 0     |
| 2007/08 | Sevilla FC       | Vlag van Spanje    | Primera División   | 31   | 0     |
| 2008/09 | Sevilla FC       | Vlag van Spanje    | Primera División   | 35   | 0     |
| 2009/10 | Sevilla FC       | Vlag van Spanje    | Primera División   | 33   | 0     |
| 2010/11 | Sevilla FC       | Vlag van Spanje    | Primera División   | 20   | 0     |
| 2011/12 | Sevilla FC       | Vlag van Spanje    | Primera División   | 13   | 0     |
| 2012/13 | Sevilla FC       | Vlag van Spanje    | Primera División   | 16   | 0     |
| 2013/14 | Bayer Leverkusen | Vlag van Duitsland | Bundesliga         | 0    | 0     |
| Totaal: |                  |                    |                    | 335  | 0     |

## Nationaal elftal
Palop behoorde tot de selectie van Spanje voor het Europees kampioenschap voetbal 2008 als derde doelman achter Iker Casillas en José Manuel Reina. Hij kwam tijdens het toernooi niet in actie.

## Erelijst
Valencia
UEFA Cup
2003/04
- UEFA Super Cup

2004
- La Liga

2001/02
 Sevilla
- UEFA Cup

2006, 2007
- UEFA Super Cup

2006, finalist 2007
- Copa del Rey

2006/07, 2009/10
- Supercopa de España

2007, finalist 2010
 Spanje
- Europees kampioenschap voetbal

2008
1 Casillas  ·
2 Albiol ·
3 Navarro ·
4 Marchena ·
5 Puyol ·
6 Iniesta ·
7 Villa ·
8 Xavi ·
9 Torres ·
10 Fàbregas ·
11 Capdevila ·
12 Cazorla ·
13 Palop ·
14 Alonso ·
15 Ramos ·
16 García ·
17 Güiza ·
18 Arbeloa ·
19 Senna ·
20 Juanito ·
21 Silva ·
22 De la Red ·
23 Reina ·
Coach: Aragonés